# Ямпільчицька сільська рада
Я́мпільчицька сільська́ ра́да — колишня адміністративно-територіальна одиниця та орган місцевого самоврядування в Чемеровецькому районі Хмельницької області. Адміністративний центр — село Ямпільчик.

## Загальні відомості
- Територія ради: 1,818 км²
- Населення ради: 802 особи (станом на 2001 рік)
- Територією ради протікає річка Жванчик

## Населені пункти
Сільській раді підпорядковані населені пункти:
- с. Ямпільчик

## Склад ради
Рада складається з 14 депутатів та голови.
- Голова ради: Краснодемський Олексій Анатолійович
- Секретар ради: Кузь Тамара Анатоліївна

### Керівний склад попередніх скликань
| Прізвище, ім'я, по батькові         | Основні відомості                                                 | Дата обрання | Дата звільнення |
| ----------------------------------- | ----------------------------------------------------------------- | ------------ | --------------- |
| Краснодемський Олексій Анатолійович | Сільський голова, 1964 року народження, освіта вища, безпартійний | 26.03.2006   | 31.10.2010      |
| Краснодемський Олексій Анатолійович | Сільський голова, 1964 року народження, освіта вища, безпартійний | 31.10.2010   |                 |

Примітка: таблиця складена за даними сайту Верховної Ради України

### Депутати
За результатами місцевих виборів 2010 року депутатами ради стали:

#### За суб'єктами висування
| Суб'єкт висування | Кількість обраних депутатів | %    |
| ----------------- | --------------------------- | ---- |
| Самовисування     | 12                          | 85,7 |
| Народна партія    | 2                           | 14,3 |

#### За округами
| № округу       | Прізвище, ім'я, по батькові     | Дата визнання обраним | Освіта             | Партійна приналежність                        | Відомості про обраного депутата                                                                                        |
| -------------- | ------------------------------- | --------------------- | ------------------ | --------------------------------------------- | --- |
| Народна Партія |                                 |                       |                    |                                               | |
| 9              | Білозор Наталія Феліксівна      | 02.11.2010            | середня спеціальна | позапартійна                                  | ТОВ «Оболонь-Агро», обліковець                                                                                         |
| 14             | Римар Віктор Володимирович      | 02.11.2010            | середня спеціальна | позапартійний                                 | АЗС ПП Маланчій, оператор                                                                                              |
| Самовисування  |                                 |                       |                    |                                               | |
| 1              | Мазур Аліна Петрівна            | 02.11.2010            | вища               | позапартійна                                  | Ямпільчицька сільська бібліотека, біблітекар                                                                           |
| 2              | Костенко Володимир Всеволодович | 02.11.2010            | вища               | позапартійний                                 | пенсіонер |
| 3              | Пагор Василь Васильович         | 02.11.2010            | середня спеціальна | позапартійний                                 | підприємець |
| 4              | Кузь Валентина Іванівна         | 02.11.2010            | середня спеціальна | позапартійна                                  | Ямпільчицька сільська рада, землевпорядник                                                                             |
| 5              | Харкавий Станіслав Васильович   | 02.11.2010            | середня спеціальна | позапартійний                                 | Ямпільчицький сільський клуб, директор                                                                                 |
| 6              | Кухар Наталія Валеріївна        | 02.11.2010            | середня спеціальна | позапартійна                                  | Ямпільчицький фельшерсько-акушерський пункт, патронажна медсестра                                                      |
| 7              | Худа Лариса Миколаївна          | 02.11.2010            | середня спеціальна | позапартійна                                  | Ямпільчицька сільська рада, головний бухгалтер                                                                         |
| 8              | Кузь Тамара Анатоліївна         | 02.11.2010            | вища               | член Єдиного Центру                           | Ямпільчицький дошкільний заклад, вихователь                                                                            |
| 10             | Павлишин Олександр Анатолійович | 02.11.2010            | вища               | член Всеукраїнського об'єднання «Батьківщина» | тимчасово не працює |
| 11             | Котовський Юрій Петрович        | 02.11.2010            | вища               | позапартійний                                 | Філія Чемеровецького райавтодору, головний інженер                                                                     |
| 12             | Жеребчук Надія Олександрівна    | 02.11.2010            | вища               | позапартійна                                  | Відділ виконання бюджету, бухгалтерського обліку та контролю управління пенсійного фонду України, заступник начальника |
| 13             | Галецька Майя Анатоліївна       | 02.11.2010            | середня спеціальна | позапартійна                                  | Ямпільчицький фельшерсько-акушерський пункт, фельшер                                                                   |